# 142 v.Chr.
142 v.Chr. is een jaartal volgens de christelijke jaartelling.

## Gebeurtenissen

### Italië
- In Rome wordt de Pons Aemilius voorzien van bogen en voltooid als eerste stenen brug over de rivier de Tiber.

### Perzië
- Mithridates I de Grote verovert Medië, er ontstaat een chaotische situatie in het Seleucidenrijk. Demetrius II Nicator trekt ten strijde tegen de Parthen.
- Diodotus Tryphon (142 - 138 v.Chr.) bestijgt als koning de troon van de Seleuciden en laat de 6-jarige Antiochus VI Dionysus gevangennemen.

### Egypte
- Ptolemaeus VIII Euergetes laat zich scheiden van Cleopatra II en trouwt met haar dochter de 19-jarige Cleopatra III.

## Geboren
- Ptolemaeus IX Soter (~142 v.Chr. - ~81 v.Chr.), farao van Egypte